# Maison romane de Gand
La maison romane de Gand, également appelée Spijker ou Maison de l'Étape du Blé (Koornstapelhuis), est un ancien entrepôt médiéval de style roman situé au centre de la ville de Gand, dans la province de Flandre-Orientale en Belgique.
Dans cette maison, « Gand, soucieuse d'éviter la famine et la hausse du prix des grains, entreposait une dîme prélevé à bord de tout bateau naviguant sur l'Escaut ou la Lys ». 

## Localisation
La maison romane de Gand est située au n° 10 du quai aux Herbes (Graslei), un quai situé le long de la Lys qui constitue « un des plus beaux ensembles de Belgique, bordé des anciennes maisons des corporations », comme la maison De Beerie, la Maison Den Enghel, la Maison des Mesureurs de grains et la Maison des Francs-Bateliers.

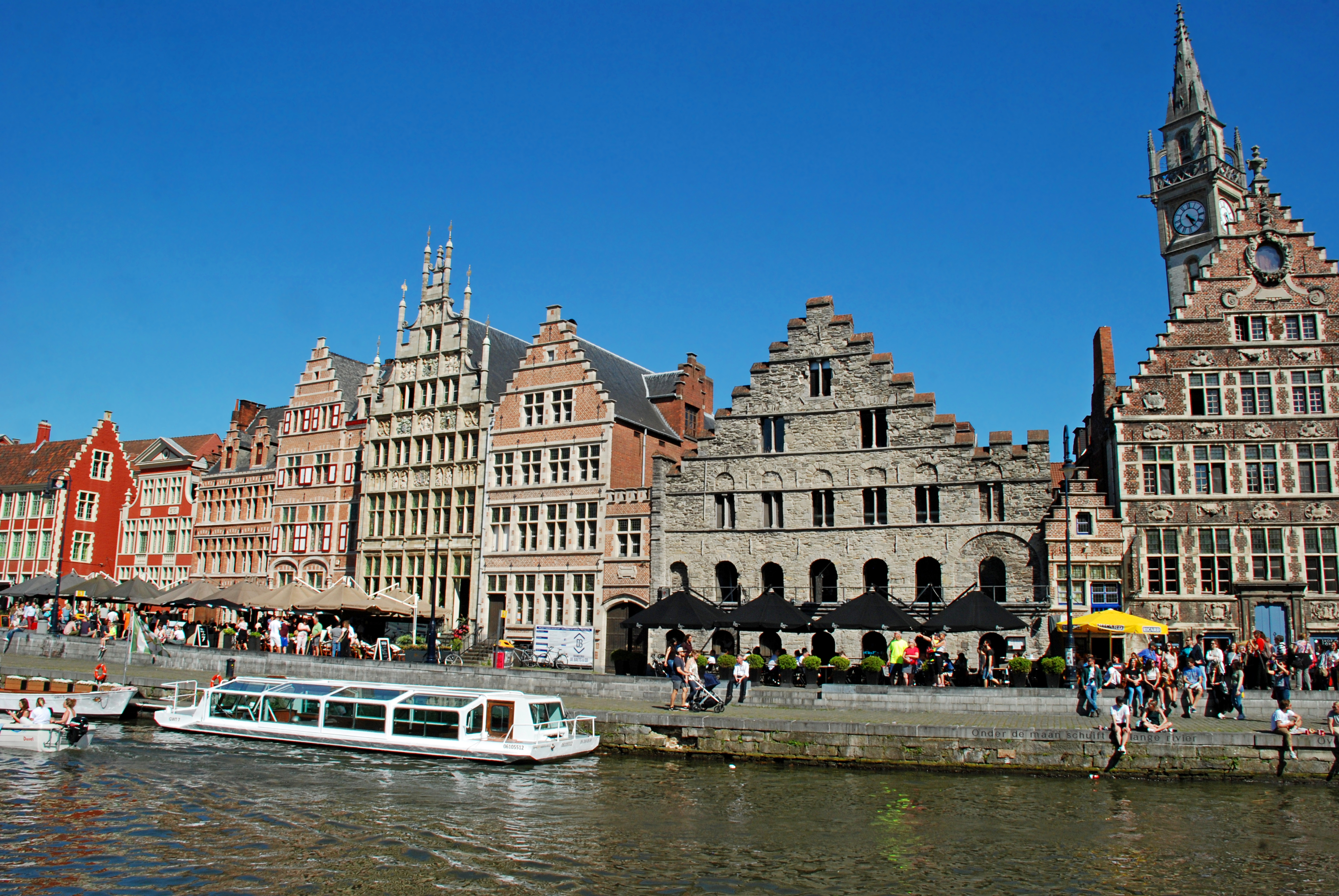
Quai aux Herbes (Graslei).

## Historique

### Le port Tusschen Brugghen
À la fin du XIIe siècle, la ville de Gand, qui était déjà un centre lainier et avait le droit d'entreposer les céréales, reçoit une charte communale du comte Philippe d'Alsace.
Ceci favorise le développement du port de commerce sur la Lys appelé Tusschen Brugghen, à hauteur des quais aux Herbes (Graslei) et aux Grains (Korenlei) actuels. Le port devient encore plus important au XIIIe siècle grâce au percement en 1251-1269 du canal de la Lieve qui relie Gand à la mer du Nord.
La plupart des maisons qui se dressent le long du quai aux Herbes (Graslei) avaient un rapport avec les activités portuaires.

### La maison romane
La maison romane, connue aussi sous le nom de Spijker ou Maison de l'Étape du Blé (Koornstapelhuis), est édifiée durant le dernier quart du XIIe siècle et sert jusqu'en 1734 d'entrepôt pour les céréales transportées le long de la Lys,.
Initialement propriété de la famille patricienne Utenhove, elle appartient à partir de la fin du XIIIe siècle à l'église Saint-Nicolas qui la loue à des négociants en grains. À partir du XVIe siècle, elle abrite les bureaux des percepteurs municipaux qui veillent à l'application des taxes à Gand.
Au XIXe siècle, le rez-de-chaussée délabré abrite des taudis. L'entrepôt brûle en 1896 mais la façade reste intacte. L'édifice est restauré en 1903 selon les plans de l'architecte August Van Assche.
La maison romane de Gand est classée comme monument historique depuis le 2 septembre 1943 et figure à l'inventaire du patrimoine immobilier de la Région flamande sous la référence 24758.

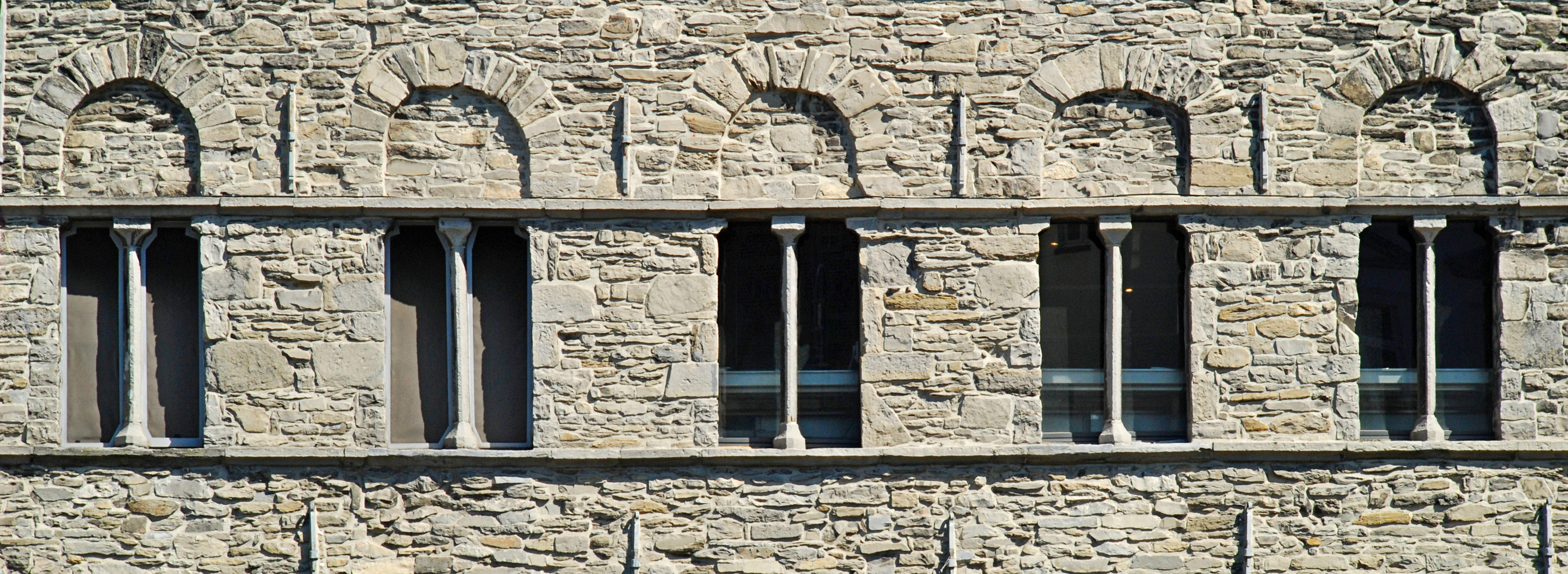
Baies à colonnette monolithe du deuxième étage.

## Architecture
La maison romane présente une façade de sept travées en moellons de pierre bleue de Tournai, soutenue par de nombreuses ancres de façade. Cette façade est asymétrique car la travée située à droite, ajoutée ultérieurement, est plus large que les autres et n'est pas située sous le pignon à redents.
Elle compte cinq niveaux de baies et sept registres séparés par de puissants cordons de pierre, qui confèrent à la façade une forte orientation horizontale.
Le rez-de-chaussée et le premier étage sont percés chacun de sept baies cintrées mais, au premier étage, la baie de droite est logée sous un grand arc de décharge, cintré lui aussi.
Le deuxième étage, fort différent des niveaux inférieurs, est orné de six fenêtres rectangulaires à colonnette monolithe surmontées chacune d'une baie cintrée aveugle à arc surhaussé . Ces fenêtres sont reliées entre elles par des cordons de pierre qui barrent toute la largeur de la façade.
La façade se termine par un pignon à gradins qui intègre le quatrième et le cinquième étage, percés respectivement de deux et une fenêtres rectangulaires. Les gradins du pignon sont recouverts de briques rouges. Au-dessus de la travée plus large située à droite, ces gradins prennent l'apparence de deux créneaux. 

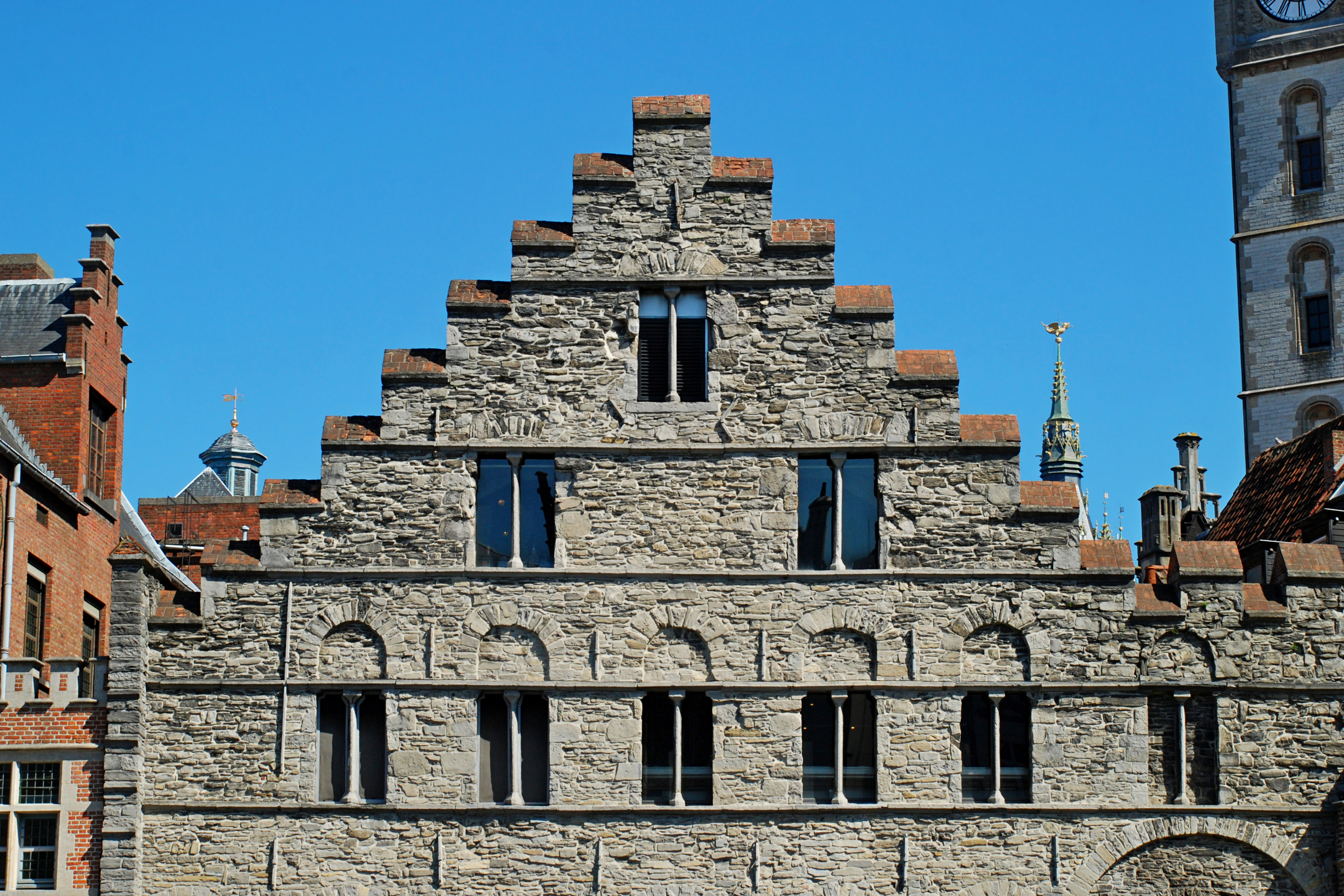
Le pignon vu depuis le quai aux Grains (Korenlei).
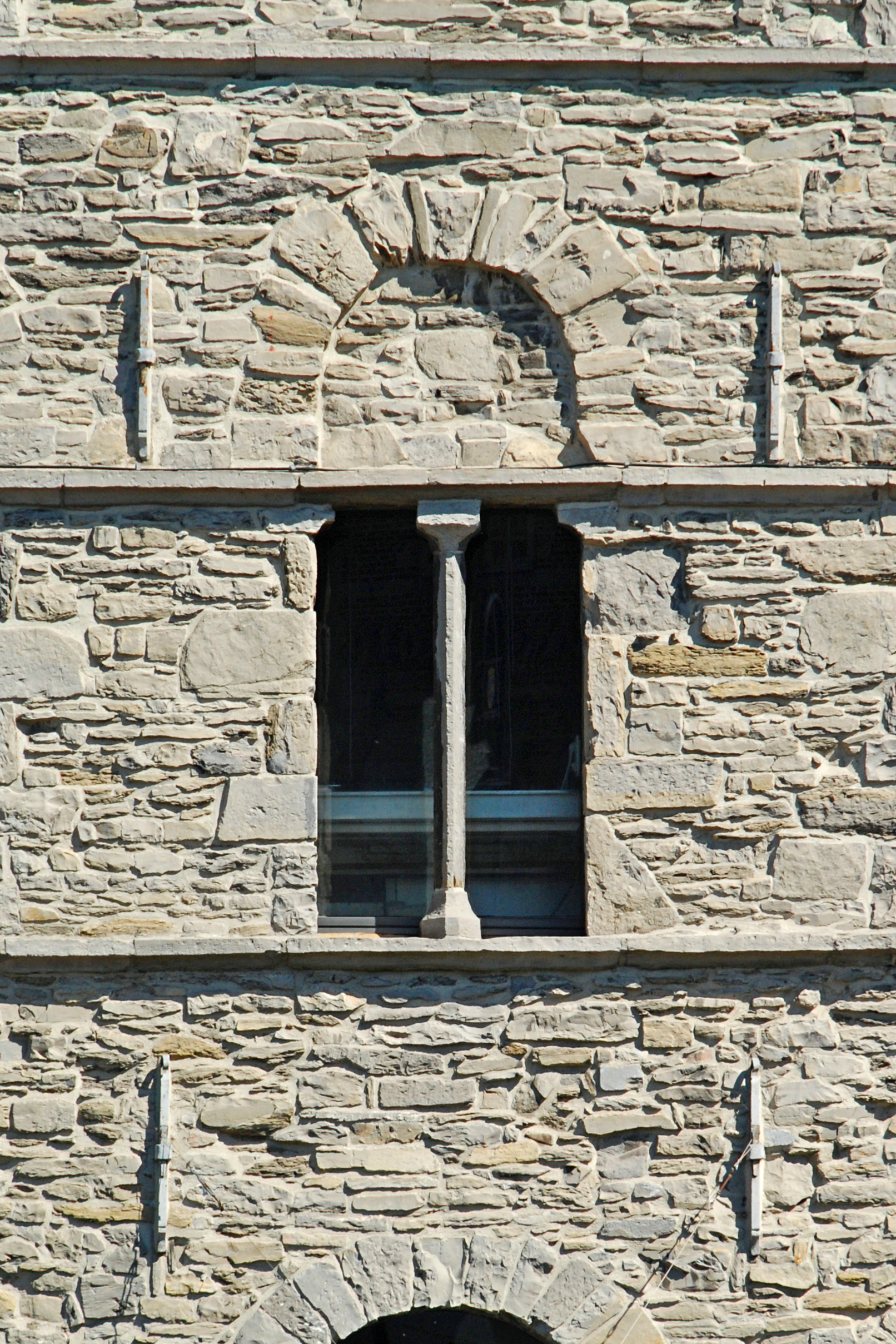
Baie à colonnette monolithe.
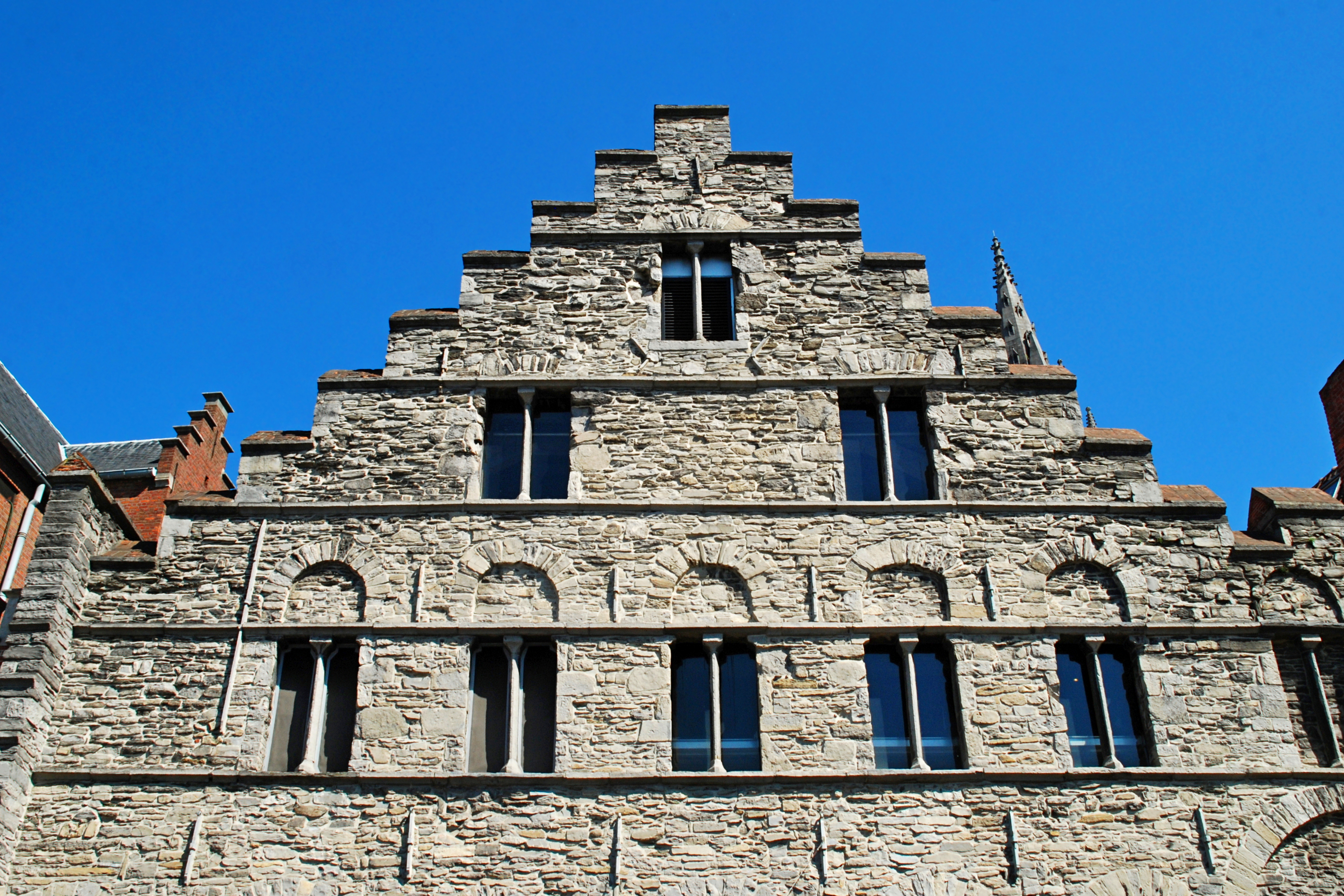
Contre-plongée depuis le quai aux Herbes (Graslei).